# Marly (estación)
La estación sencilla Marly hizo parte del sistema de transporte masivo de Bogotá, TransMilenio, inaugurado en el año 2000. Estuvo en funcionamiento hasta el 25 de mayo de 2024, fecha en la que fue cerrada para llevar a cabo su demolición completa para iniciar las labores de construcción de una nueva estación, debido al paso del viaducto de la primera línea del metro de Bogotá.

## Ubicación
La estación estará ubicada en el nororiente de la ciudad, específicamente en la Avenida Caracas entre calles 49 y 53.
Atiende la demanda de los barrios Marly, Quesada y sus alrededores.
En las cercanías están la Fundación Orquesta Sinfónica Juvenil de Colombia, el almacén Éxito Chapinero, la sede de Chapinero del SENA, la Universidad Católica de Colombia, la Universidad ECCI, la clínica Marly y la Universidad Santo Tomás y la Parroquia Nuestra Señora de Chiquinquirá.

## Origen del nombre
La estación recibió su nombre del barrio ubicado en el costado oriental, así como de la reconocida clínica Marly.

## Historia
Una semana después de la implementación del sistema TransMilenio, fue inaugurada el 26 de diciembre de 2000 como parte de la entrada en operación de 6 estaciones más para la Troncal Caracas.
El día 9 de marzo de 2012, protestas manifestadas por jóvenes en su mayoría menores de edad en grupos de hasta 200, bloquearon en repetidas veces y hasta por 3 horas estaciones en la troncal Caracas. Las protestas dejaron destruida esta estación del sistema.
El día 20 de enero de 2015, luego de dos meses de cierre por remodelación, fue reabierta la estación con nueva infraestructura, en donde se instalaron pantallas de última tecnología, en donde los usuarios pueden informar sobre las rutas del sistema, inconvenientes en las troncales, instrucciones de cultura y campañas pedagógicas; a través de la tecnología de radio Tetra propietaria del sistema.

### Cierre temporal
En mayo de 2024 se anunció que la estación Marly sería cerrada en su totalidad para ser demolida y así continuar con las obras correspondientes a la cimentación y construcción del viaducto de la línea 1 del Metro de Bogotá sobre el mismo corredor. El 25 de mayo de 2024, se hizo efectivo el cierre total de la estación. El desarrollo del proyecto del metro contempla la construcción de los apoyos del viaducto, sobre el cual circularán los trenes del metro, y bajo el mismo funcionará la reconstruida estación Marly.

## Servicios de la estación

### Servicios troncales
| Tipo                                | Rutas al Norte  | Rutas al Sur    |
| ----------------------------------- | --------------- | --------------- |
| Ruta fácil                          | 6 8             | 6 8             |
| Expresos todos los días todo el día | A60 B75 C15 C19 | F19 F60 H15 H75 |
| Expresos lunes a sábado todo el día | B23 D24         | J24 K23         |

### Esquema
| ← Norte         |               |               |               |                 |
| Calle 53        | sin servicios | sin servicios | sin servicios | Calle 51        |
| En construcción | Vagón 3       | Vagón 2       | Vagón 1       | En construcción |
| Calle 53        | sin servicios | sin servicios | sin servicios | Calle 51        |
| Sur →           |               |               |               |                 |

## Ubicación geográfica
| Noroeste: Teusaquillo                        | Norte: A Calle 57                     | Nordeste: Chapinero |
| Oeste: E Campín - Universidad Antonio Nariño |                                       | Este: Chapinero     |
| Suroeste: Teusaquillo                        | Sur: A Calle 45 - American School Way | Sureste: Chapinero  |